# Malcolm Lincoln
Malcolm Lincoln ist eine estnische Band.

## Bandgeschichte
Sie vertrat Estland beim Eurovision Song Contest 2010 in Oslo mit dem englischsprachigen Lied Siren (Text und Musik: Robin Juhkental). Beim Auftritt in Oslo wurde Malcolm Lincoln von den Backgroundsängern Manpower 4 unterstützt. Das Lied erreichte im 1. Halbfinale den 14. von 17 Plätzen und konnte sich nicht für das Finale qualifizieren.
Die Band besteht aus dem Sänger und Keyboarder Robin Juhkental und dem Bassisten Madis Kubu. Sie wurde 2009 gegründet. Ihre Stilrichtung bezeichnet sie als elektronische Popmusik.
Der Name der Band ist durch eine Folge der Quizsendung Kes tahab saada miljonäriks?, der estnischen Ausgabe von „Who Wants to Be a Millionaire?“, inspiriert. Dort antwortete ein Kandidat auf die Frage nach dem 16. Präsidenten der Vereinigten Staaten: „Malcolm Lincoln“.
Das Debütalbum von Malcolm Lincoln 'Loaded with Zoul' erschien am 20. Mai 2010 beim Label Mortimer Snerd, das dem estnischen Musikproduzenten Vaiko Eplik gehört.
Am 25. Februar 2012 nahm Malcolm Lincoln wieder beim estnischen Vorentscheid zum Eurovision Song Contest 2012 teil. Sein Beitrag hieß Bye. Jedoch erreichte er das Finale, das für den 3. März 2012 angelegt war, nicht.

## Diskografie
Alben
- 2010: Loaded with Zoul

Singles
- 2010: Siren
- 2010: Loaded with Zoul
- 2011: Man on the Radio
- 2012: Bye